# Borsfa, Zala
Borsfa  este un sat în districtul Letenye, județul Zala, Ungaria, având o populație de 765 de locuitori (2011). 

## Demografie
Componența etnică a satului Borsfa
     Maghiari (93,53%)
     Romi (5,17%)
     Alții (1,29%)
Componența confesională a satului Borsfa
     Fără religie (2,88%)
     Necunoscută (96,21%)
     Alte religii (1,7%)
Conform recensământului din 2011, satul Borsfa avea 765 de locuitori. Din punct de vedere etnic, majoritatea locuitorilor (93,53%) erau maghiari, cu o minoritate de romi (5,17%). Nu există o religie majoritară, locuitorii fiind  și persoane fără religie (2,88%). Pentru 96,21% din locuitori nu este cunoscută apartenența confesională.